# Tomás de Villanueva
Tomás García Martínez, més conegut com a Tomás de Villanueva (Fuenllana, Regne de Castella, 1488 - València, 8 de setembre de 1555), fou un predicador, escriptor ascètic i religiós agustí espanyol. És venerat com a sant per l'Església catòlica.

## Biografia
Va nàixer a Fuenllana, es va educar i va créixer a Villanueva de los Infantes on els seus pares posseïen una rica hisenda, a pesar de la qual cosa moltes vegades el xicot caminava nu perquè havia donat els seus vestits els pobres.
Encara que va fer estudis d'Arts i Teologia en la Universitat d'Alcalá d'Henares, va ingressar en l'Orde dels Agustins de Salamanca (1516) i en 1518 va ser ordenat sacerdot; en l'orde va ocupar els càrrecs de prior conventual, visitador general i prior provincial d'Andalusia i Castella. També va ser professor de la universitat i conseller i confessor de Carles V.
Va gaudir de fama per la seua gran austeritat personal (va arribar a vendre la màrfega on dormia per a donar els diners als pobres) i pel seu exercici continu i infatigable de la caritat, especialment amb els òrfenes, amb les donzelles pobres i sense dot i amb els malalts. Posseïa, en canvi, una concepció intel·ligent de la pietat, de manera que encara que era molt almoiner procurava solucionar definitivament i estructuralment la pobresa mitjançant la redempció activa d'aquesta, donant faena als pobres, i així feia fructificar les seues almoines: "L'almoina no només és donar, sinó traure de la necessitat a qui en pateix i alliberar-l'en quan siga possible"', va escriure.
El 1533 va enviar els primers pares agustins que van arribar a Mèxic. Va començar a tindre èxtasis místics en missa o quan resava els salms.
Carles V li havia ofert el càrrec d'arquebisbe de Granada però ell mai el va acceptar; es diu que va arribar a arquebisbe de València el 1544 per error d'un escrivà, i es negà a exercir el càrrec fins que li ho va ordenar el seu superior en l'orde. Allà, ajudat pel seu bisbe auxiliar Joan Segrià, va posar ordre en una diòcesi que feia un segle que no tenia govern pastoral directe. Va organitzar un col·legi especial per als moriscs conversos i va organitzar en especial un pla eficaç d'assistència i auxili social i de caritat. El 1547 va ordenar sacerdot el futur Sant Lluís Bertran. Va morir el 1555 a València.
Fou canonitzat pel papa Alexandre VII el maig de 1659.

## Galeria d'imatges

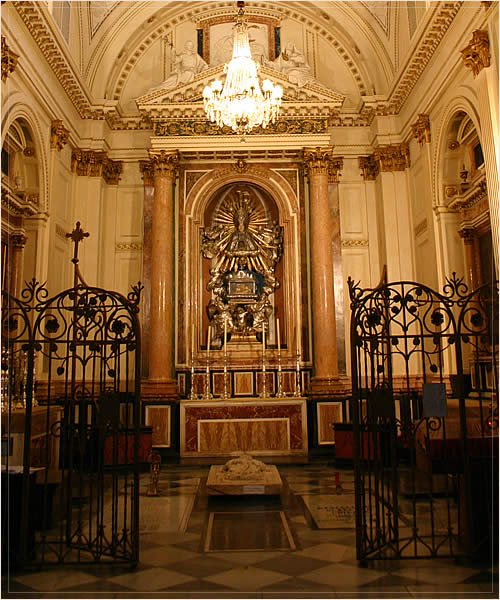
Capella de Sant Tomàs, a la Catedral de València, amb la tomba del sant (a terra, l'antic sepulcre; a l'altar, bust amb el crani i urna amb ossos)
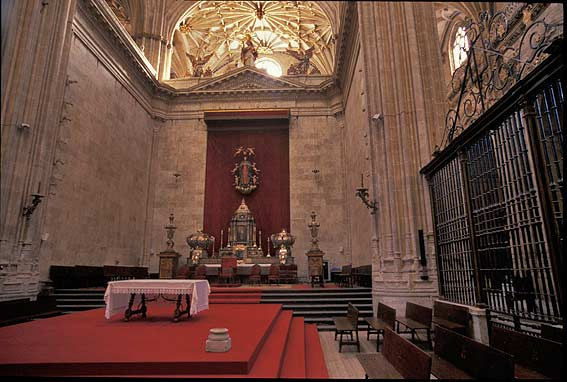
Capella major de la Catedral de Salamanca, amb algunes de les restes de Sant Tomàs de Villanueva
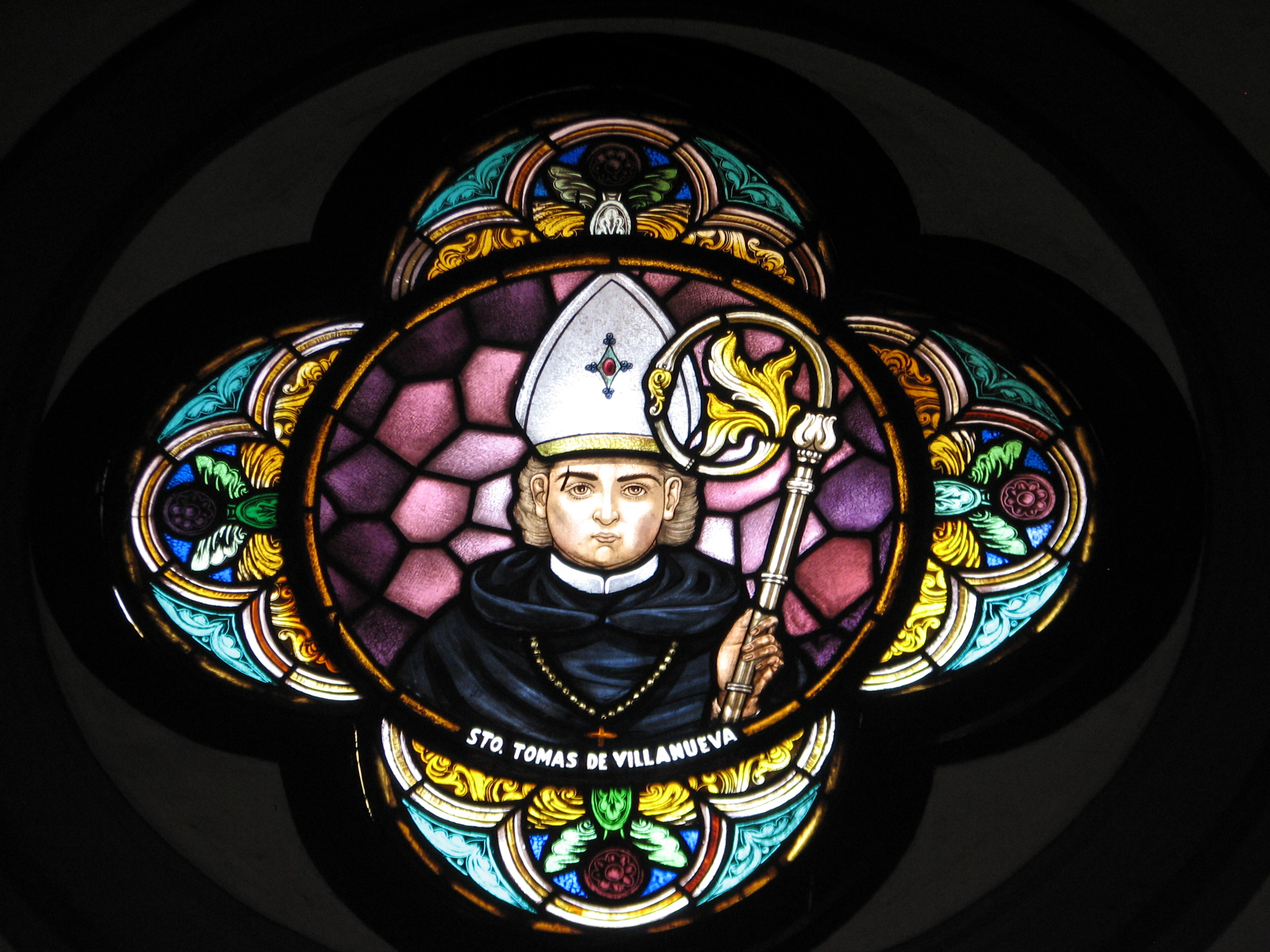
Vitrall a la catedral d'Iquitos, Equador, s. XX
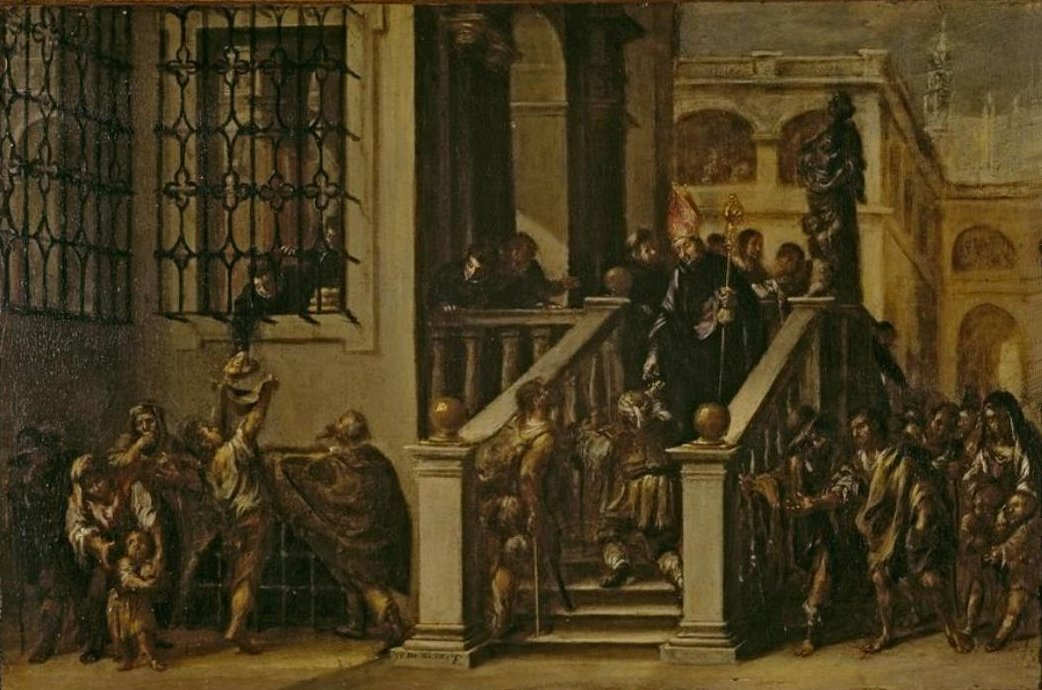
Sant Tomàs repartint almoina als pobres, oli de Juan de Valdés Leal, ca. 1653 (El Paso Museum of Art)
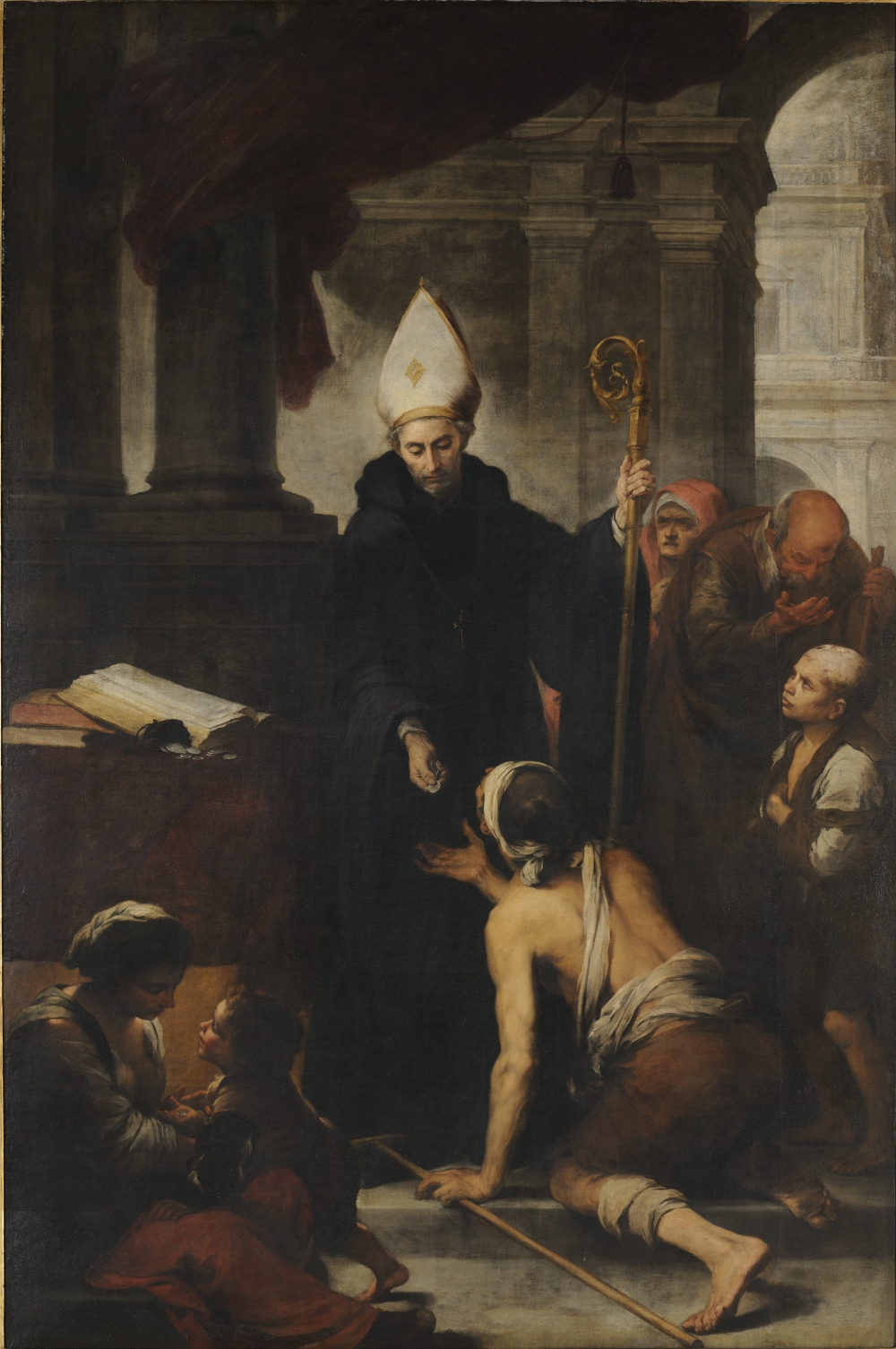
Sant Tomàs repartint almoina als pobres, oli de Bartolomés Esteban Murillo, 1678 (Sevilla, Museo de Bellas Artes)